# Teorema de categories de Baire
En matemàtiques, el teorema de categories de Baire (TCB) és una eina important en l'estudi d'espais complets, com els de Banach i Hilbert, que sorgeixen en topologia i anàlisi funcional. Rep el seu nom en honor del matemàtic francès René Baire.
El teorema té dues formes, cadascuna de les quals dona condicions suficients perquè un espai topològic sigui un espai de Baire (un espai topològic tal que la intersecció de conjunts oberts densos és dens).
Les versions del teorema de categories de Baire van ser provades per primera vegada de manera independent el 1897 i el 1899 per Osgood i Baire, respectivament.
L'enunciat del teorema és:
| Tot espai mètric complet és un espai de Baire. |

Un espai topològic és un espai de Baire si és separable i a més la unió numerable de qualsevol col·lecció de subconjunts tancats amb interior buit també té interior buit.
La prova del teorema usa l'axioma d'elecció.

## Definició
Un espai de Baire és un espai topològic amb la propietat que per a cada col·lecció numerable de conjunts oberts densos {\displaystyle U_{1},U_{2},\ldots ,} la seva intersecció {\textstyle \bigcap _{n\in \mathbb {N} }U_{n}} és densa.
- (TCB1) Cada espai pseudomètric complet és un espai de Baire.[6] Així, cada espai topològic completament metrizable és un espai de Baire. Més generalment, cada espai topològic que és homeomòrfic a un subconjunt obert d'un espai pseudomètric complet és un espai de Baire.
- (TCB2) Cada espai de Hausdorff localment compacte és un espai de Baire. La demostració és semblant a la afirmació anterior; la propietat de la intersecció finita pren el paper que juga la completesa.

Cap d'aquestes afirmacions implica directament l'altra, ja que hi ha espais mètrics complets que no són localment compactes (els nombres irracionalss amb la mètrica definida a continuació; també, qualsevol espai de Banach de dimensió infinita), i hi ha espais de Hausdorff localment compactes que no són metrizable (per exemple, qualsevol producte incomptable d'espais compactes de Hausdorff no trivials és tal; també, diversos espais de funció utilitzats en l'anàlisi funcional; l'espai de Fort incomptable).
- (TCB3) Un espai mètric complet no-buit amb interior no buit, o qualsevol dels seus subconjunts amb interior no-buit, no és la unió comptable de conjunts dens enlloc.

Aquesta formulació és equivalent a TCB1 i de vegades és més útil en aplicacions.
També, si un espai mètric complet no-buit és la unió comptable de conjunts tancats, aleshores un d'aquests conjunts tancats té l'interior no-buit.

## Relació amb l'axioma d'elecció
La prova de TCB1 per a espais mètrics complets arbitraris requereix alguna forma de l'axioma d'elecció; i de fet TCB1 és equivalent sobre ZFC a l'axioma de l'elecció dependent, una forma feble de l'axioma de l'elecció.
Una forma restringida del teorema de la categoria de Baire, en la qual també s'assumeix que l'espai mètric complet és separable, és demostrable en ZFC sense principis d'elecció addicionals. Aquesta forma restringida s'aplica en particular a la línia real, l'espai de Baire {\displaystyle \omega ^{\omega },} l'espai de Cantor {\displaystyle 2^{\omega },} i un espai de Hilbert separable com ara l'espai {\displaystyle L^{p}-} {\displaystyle L^{2}\left(\mathbb {R} ^{n}\right).}

## Usos
TCB1 s'utilitza a l'anàlisi funcional per demostrar el teorema de la funció oberta, el teorema de la gràfica tancada i el principi de la fita uniforme.
TCB1 també mostra que cada espai mètric complet sense punt aïllats és no numerable. (Si {\displaystyle X} és un espai mètric complet numerable sense punts aïllats, aleshores cada singletó {\displaystyle \{x\}} a {\displaystyle X} és dens enlloc i, per tant, {\displaystyle X} és de primera categoria en si mateix.) En particular, això demostra que el conjunt de tots els nombres reals és no numerable.
TCB1 mostra que cadascun dels següents és un espai de Baire:
- L'espai {\displaystyle \mathbb {R} } dels nombres realss
- Els nombres irracionalss, amb la mètrica definida per {\displaystyle d(x,y)={\tfrac {1}{n+1}},} on {\displaystyle n} és el primer índex per al qual difereixen les expansions de la fracció contínua de {\displaystyle x} i {\displaystyle y} (aquest és un espai mètric complet).
- El conjunt de Cantor

Per TCB2, cada varietat de Hausdorff de dimensions finites és un espai de Baire, ja que és localment compacte i Hausdorff. Això és així fins i tot per a varietats no paracompactes (per tant no mesurables) com ara la recta llarga.
TCB s'utilitza per demostrar el teorema de Hartogs, un resultat fonamental en la teoria de diverses variables complexes.
TCB3 s'utilitza per demostrar que un espai de Banach no pot tenir una dimensió comptablement infinita.

## Prova
La següent és una prova estàndard que un espai pseudomètric complet {\displaystyle X} és un espai de Baire.
Sigui {\displaystyle U_{1},U_{2},\ldots } una col·lecció comptable de subconjunts densos oberts. Queda per demostrar que la intersecció {\displaystyle U_{1}\cap U_{2}\cap \ldots } és densa. Un subconjunt és dens si i només si cada subconjunt obert no buit el talla. Així, per demostrar que la intersecció és densa, n'hi ha prou de demostrar que qualsevol subconjunt obert no buit {\displaystyle W} de {\displaystyle X} té algun punt {\displaystyle x} en comú amb tots de la {\displaystyle U_{n}}.
Com que {\displaystyle U_{1}} és dens, {\displaystyle W} talla {\displaystyle U_{1};} per tant, existeix un punt {\displaystyle x_{1}} i un nombre {\displaystyle 0<r_{1}<1} tal que:
{\displaystyle {\overline {B}}\left(x_{1},r_{1}\right)\subseteq W\cap U_{1}}
on {\displaystyle B(x,r)} i {\displaystyle {\overline {B}}(x,r)} denoten una bola oberta i tancada, respectivament, centrada a {\displaystyle x} amb radi {\displaystyle r.} Com que cada {\displaystyle U_{n}} és densa, aquesta construcció es pot continuar recursivament per trobar un parell de seqüències {\displaystyle x_{n}} i {\displaystyle 0<r_{n}<{\tfrac {1}{n}}} tal que:
{\displaystyle {\overline {B}}\left(x_{n},r_{n}\right)\subseteq B\left(x_{n-1},r_{n-1}\right)\cap U_{n}.}
(Aquest pas es basa en l'axioma de l'elecció i en el fet que una intersecció finita de conjunts oberts és oberta i, per tant, es pot trobar una bola oberta al seu interior centrada a {\displaystyle x_{n}}.)
La seqüència {\displaystyle \left(x_{n}\right)} és Cauchy perquè {\displaystyle x_{n}\in B\left(x_{m},r_{m}\right)} sempre que {\displaystyle n>m,} i, per tant, {\displaystyle \left(x_{n}\right)} convergeix a algun límit {\displaystyle x} per complet. Si {\displaystyle n} és un nombre enter positiu, aleshores {\displaystyle x\in {\overline {B}}\left(x_{n},r_{n}\right)} (perquè aquest conjunt està tancat). Així, {\displaystyle x\in W} i {\displaystyle x\in U_{n}} per a tots els {\displaystyle n.} {\displaystyle \blacksquare }
Hi ha una demostració alternativa de M. Baker per a la demostració del teorema mitjançant el joc de Choquet.